# Женская сборная Эстонии по флорболу
Женская национальная сборная Эстонии по флорболу — представляет Эстонию на международных соревнованиях по флорболу. Управляющей организацией является Ассоциация флорбола Эстонии (эст. Eesti Saalihoki Liit).

## Результаты выступлений

### Чемпионаты мира
| Год       | Победы         | Ничьи          | Поражения      | Место          |
| --------- | -------------- | -------------- | -------------- | -------------- |
| 1997—2007 | не участвовали | не участвовали | не участвовали | не участвовали |
| 2009      | 3              | 1              | 1              | 15             |
| 2011—2015 | не участвовали | не участвовали | не участвовали | не участвовали |
| 2017      | 3              | 0              | 3              | 11             |
| 2019      | 2              | 0              | 3              | 14             |
| 2021      | 3              | 0              | 2              | 13             |